# Nimiam licentiam
Nimiam licentiam („übermäßige Erteilung von Erlaubnissen“) ist der Name einer Enzyklika. Dieses apostolische Schreiben in Form einer Exhortatio erging am 18. Mai 1743 von Papst Benedikt XIV. an die Bischöfe des Königreichs Polen.

## Hintergrund
Beginnend im Jahr 1741 wurden durch polnische Konsistorien auf Antrag zunehmend Ehen für nichtig erklärt. Gegen diese überhandnehmende Praxis hatte sich der Papst bereits in mehreren Schreiben und Briefen – am 11. April 1741, 26. August 1741 und 3. November 1741 – an die Kleriker Polens gewandt und sie ermahnt, dies zu unterlassen, da es der Lehre der Kirche und dem kanonischen Recht widerspreche.

## Exhortatio
Eindringlich ermahnt und belehrt der Papst die Erzbischöfe und Bischöfe und fordert sie auf, diese „üblen Sitten“ einzustellen. Er beruft sich hierzu auf die entsprechenden Bestimmungen und Dekrete des Konzils von Trient. Er verlangt eine schriftliche Aufstellung aller qualifizierten Richter am Konsistorium und die Absetzung der zum Missbrauch neigenden Richter, die in „übermäßige Zügellosigkeit“ glitten. Es seien auch missbräuchliche Auslegungen der Ausnahmebestimmungen vorgekommen, zudem würde die Zahlung von Geldsummen kirchliche Richter zur Willkür verleiten.

## Unsachgemäße Anwendung der kirchlichen Vorschriften
Benedikt XIV. führt aus, dass bestimmte Formen und Vorschriften bei der kirchlichen Eheschließung nicht eingehalten würden. Auf die Zeiten der Bekanntgabe des schriftlichen Aufgebotes, die Einhaltung der Fristen und das Erscheinen der Brautleute zur Aufgebotsbestellung würde ohne dringlichen Grund verzichtet. Diese Unterlassungen führten später dazu, Ehen aus formaljuristischen Gründen für ungültig zu erklären.

## Anordnungen
Der Papst weist erneut auf die Einhaltung der kirchenrechtlichen Bestimmungen hin. Er droht jedem Richter am Konsistorium, der weiterhin ohne Einhaltung der Vorschriften Ehen für nichtig erkläre, mit der Exkommunikation. Auch legt er den Priestern eindringlich ans Herz, den Wunsch der Brautleute zu prüfen, eine Ehe eingehen zu wollen. Dem Ortspfarrer obliege es auch, Ehehindernisse rechtzeitig zu erkennen und eventuell notwendige Dispensen einzuholen. Den Diözesanbischöfen wird aufgetragen, Anträge auf die Erteilung einer Dispens gut zu prüfung vorzunehmen und den Pfarrer als Zeugen zu befragen. Alle richterlichen Entscheidungen müssten von jetzt ab von einem Notar beglaubigt und von einer siegelberechtigten Person angezeigt werden.